# Франкфурт на Мајни
Франкфурт на Мајни општина је у немачкој савезној држави Хесен. Град је са око 750.000 становника највећи град Хесена, а после Берлина, Хамбурга, Минхена и Келна и пети град по величини у Немачкој. Поседује регионалну шифру (AGS) 6412000, NUTS (DE712) и LOCODE (DEFRA) код.
Изградња града се проширила далеко изван уско повучених првобитних граница. Уже градско подручје има око 1,8 милиона становника, док шире градско (Рајна-Мајна) подручје има преко 5 милиона становника - друго по величини у Немачкој, одмах после области Рајна-Рур.
Франкфурт је и седиште Европске централне банке и најважнији финансијски центар Немачке. Као сајамски град, Франкфурт има светски значај. Уз то је и један од најважнијих саобраћајних чворова Европе. Још од средњег века, непрекидно, Франкфурт спада у најважније урбане центре Немачке. Почевши од 1875. године, Франкфурт броји више од 100.000 становника.

## Географија

### Географски положај
Град лежи на објема странама ријеке Мајне, јужно од планинског масива Таунус у централној Њемачкој. На југу Франкфурта се простире највећа градска шума Њемачке. Највиша тачка лежи на бергеровој осматрачници у Зекбаху и износи 222 m надморске висине, а најнижа на 88 m надморске висине, на обали Мајне у Синдлингену. Град лежи на сјеверној ивици горњорајнске долине која се протеже од Базела па све до Рајна-Мајна области.

### Клима
| Клима Франкфуртски аеродром 1981–2010, екстреми 1949–садашњост | Клима Франкфуртски аеродром 1981–2010, екстреми 1949–садашњост | Клима Франкфуртски аеродром 1981–2010, екстреми 1949–садашњост | Клима Франкфуртски аеродром 1981–2010, екстреми 1949–садашњост | Клима Франкфуртски аеродром 1981–2010, екстреми 1949–садашњост | Клима Франкфуртски аеродром 1981–2010, екстреми 1949–садашњост | Клима Франкфуртски аеродром 1981–2010, екстреми 1949–садашњост | Клима Франкфуртски аеродром 1981–2010, екстреми 1949–садашњост | Клима Франкфуртски аеродром 1981–2010, екстреми 1949–садашњост | Клима Франкфуртски аеродром 1981–2010, екстреми 1949–садашњост | Клима Франкфуртски аеродром 1981–2010, екстреми 1949–садашњост | Клима Франкфуртски аеродром 1981–2010, екстреми 1949–садашњост | Клима Франкфуртски аеродром 1981–2010, екстреми 1949–садашњост | Клима Франкфуртски аеродром 1981–2010, екстреми 1949–садашњост |
| Показатељ \ Месец                                              | .Јан.                                                          | .Феб.                                                          | .Мар.                                                          | .Апр.                                                          | .Мај.                                                          | .Јун.                                                          | .Јул.                                                          | .Авг.                                                          | .Сеп.                                                          | .Окт.                                                          | .Нов.                                                          | .Дец.                                                          | .Год.                                                          |
| -------------------------------------------------------------- | -------------------------------------------------------------- | -------------------------------------------------------------- | -------------------------------------------------------------- | -------------------------------------------------------------- | -------------------------------------------------------------- | -------------------------------------------------------------- | -------------------------------------------------------------- | -------------------------------------------------------------- | -------------------------------------------------------------- | -------------------------------------------------------------- | -------------------------------------------------------------- | -------------------------------------------------------------- | -------------------------------------------------------------- |
| Апсолутни максимум, °C (°F)                                    | 15,9 (60,6)                                                    | 19,1 (66,4)                                                    | 24,7 (76,5)                                                    | 30,3 (86,5)                                                    | 33,2 (91,8)                                                    | 39,3 (102,7)                                                   | 38,8 (101,8)                                                   | 38,7 (101,7)                                                   | 32,8 (91)                                                      | 28,0 (82,4)                                                    | 19,1 (66,4)                                                    | 16,3 (61,3)                                                    | 39,3 (102,7)                                                   |
| Максимум, °C (°F)                                              | 4,2 (39,6)                                                     | 5,9 (42,6)                                                     | 10,7 (51,3)                                                    | 15,4 (59,7)                                                    | 20,0 (68)                                                      | 23,1 (73,6)                                                    | 25,5 (77,9)                                                    | 25,1 (77,2)                                                    | 20,3 (68,5)                                                    | 14,6 (58,3)                                                    | 8,4 (47,1)                                                     | 4,9 (40,8)                                                     | 14,8 (58,6)                                                    |
| Просек, °C (°F)                                                | 1,6 (34,9)                                                     | 2,4 (36,3)                                                     | 6,4 (43,5)                                                     | 10,3 (50,5)                                                    | 14,7 (58,5)                                                    | 17,8 (64)                                                      | 20,0 (68)                                                      | 19,5 (67,1)                                                    | 15,2 (59,4)                                                    | 10,4 (50,7)                                                    | 5,6 (42,1)                                                     | 2,5 (36,5)                                                     | 10,6 (51,1)                                                    |
| Минимум, °C (°F)                                               | −1,1 (30)                                                      | −1,1 (30)                                                      | 2,1 (35,8)                                                     | 4,9 (40,8)                                                     | 9,1 (48,4)                                                     | 12,3 (54,1)                                                    | 14,4 (57,9)                                                    | 14,0 (57,2)                                                    | 10,5 (50,9)                                                    | 6,6 (43,9)                                                     | 2,8 (37)                                                       | −0,1 (31,8)                                                    | 6,2 (43,2)                                                     |
| Апсолутни минимум, °C (°F)                                     | −21,6 (−6,9)                                                   | −19,6 (−3,3)                                                   | −13,0 (8,6)                                                    | −7,1 (19,2)                                                    | −2,8 (27)                                                      | 0,1 (32,2)                                                     | 2,8 (37)                                                       | 2,5 (36,5)                                                     | −0,3 (31,5)                                                    | −6,3 (20,7)                                                    | −11,5 (11,3)                                                   | −17,0 (1,4)                                                    | −21,6 (−6,9)                                                   |
| Количина падавина, mm (in)                                     | 44,5 (1,752)                                                   | 40,9 (1,61)                                                    | 48,4 (1,906)                                                   | 42,1 (1,657)                                                   | 63,4 (2,496)                                                   | 58,1 (2,287)                                                   | 64,7 (2,547)                                                   | 56,5 (2,224)                                                   | 53,0 (2,087)                                                   | 54,7 (2,154)                                                   | 49,1 (1,933)                                                   | 53,9 (2,122)                                                   | 629,18 (24,7709)                                               |
| Дани са кишом                                                  | 16,0                                                           | 13,0                                                           | 14,0                                                           | 14,0                                                           | 15,0                                                           | 15,0                                                           | 14,0                                                           | 14,0                                                           | 12,0                                                           | 12,0                                                           | 14,0                                                           | 16,0                                                           | 169                                                            |
| Сунчани сати — месечни просек                                  | 50                                                             | 80                                                             | 121                                                            | 178                                                            | 211                                                            | 219                                                            | 233                                                            | 219                                                            | 156                                                            | 103                                                            | 51                                                             | 41                                                             | 1.662                                                          |
| Сунчано време — месечни проценти                               | 18                                                             | 29                                                             | 33                                                             | 42                                                             | 45                                                             | 46                                                             | 47                                                             | 51                                                             | 40                                                             | 30                                                             | 19                                                             | 16                                                             | 34,7                                                           |
| Извор #1: Data derived from Deutscher Wetterdienst             |                                                                |                                                                |                                                                |                                                                |                                                                |                                                                |                                                                |                                                                |                                                                |                                                                |                                                                |                                                                |                                                                |
| Извор #2: Weather Atlas (sunshine data)                        |                                                                |                                                                |                                                                |                                                                |                                                                |                                                                |                                                                |                                                                |                                                                |                                                                |                                                                |                                                                |                                                                |

### Суседни градови и подручја
Франкфурт се на западу граничи са области Мајна-Таунус, (Хатерсхајм на Мајни, Крифтел, Хофхајм на Таунусу, Келкхајм, Лидербах, Сулцбах, Швалбах и Ешборн), на сјеверозападу са области Високи Таунус (Штајнбах, Оберурзел и Бад Хомбург), на сјеверу са Ветерау области (Карбен и Бад Вилбел), на сјевероистоку са Мајн-Кинциг области (Нидердорфелден, Мајнтал), на југу и југоистоку са градом Офенбахом и мјестима области Офенбах (Ној-Изенбург), и на југозападу са области Грос-Герау (Морфелден-Валдорф, Риселсхајм и Келстербах).

### Делови града

#### Делови града и општине
Град је подељен на 46 делова града а они на 118 градских општина. Највећи дио града је Заксенхаусен-Југ. Већина садашњих делова града су бивша самостална мјеста која су порастом Франкфурта ушла у његов састав. Неки су били чак и мањи градови, као нпр. Хехст.
Тих 46 делова града су сабрани у 16 општина, које посједују своју самоуправу и општински савет са једним председавајућим.

#### Раст Франкфурта
До средине 19. вијека град Франкфурт се састојао из сл. данашњих делова града: Стари град, Центар, Железничка станица, Гутлојт, Галус, Запад, Север, Исток и Заксенхаузен. Од 1877. су многа самостална мјеста припојена граду Франкфурту.

## Историја
Франкфурт на Мајни је први пут споменут 22. фебруара 794. године у једној повељи Карла Великог за регенсбуршки манастир светог Емерама. У документу на латинском језику пише: „… actum super fluvium Moin in loco nuncupante Franconofurd“ – „издато на ријеци Мајни у мјесту званом Франкфурт.“ Међутим, доказано је да континуирано насељавање постојало још од каменог доба. На истом мјесту Римљани су још у првом вијеку основали војну утврду, а у доба Меровинга ту је био краљевски двор Франака. Послије поделе Франачке 843. године Франкфурт је био најважнији двор Источне Франачке и мјесто скупштина царства. Од 1220. године Франкфурт је слободни царски град.
Златна повеља из 1356. године јавно је потврдила праксу да се у Франкфурту одржавају избори римско-њемачких краљева, које се од 1147. године већином биле одржане у овом граду. Од 1562. године римско-њемачки цар се крунио у Франкфурту, а последње крунисање је било 1792. године када је за цара крунисан Франц II).
С распадом старог царства 1806. године Франкфурт је доспео у посед кнеза Карла Теодора од Далберга који је придодао својим кнежевинама Регенсбург и Ашафенбург. Године 1810. Далберг је предао Регенсбург Баварској, а заузврат добио Ханау и Фулду који заједно с Франкфуртом и Ашафенбургом током кратког периода од 1810. до 1813. године образују велико војводство Франкфурт.
Послије Наполеонских ратова Франкфурт је од 14. новембра 1813. до 9. јуна 1815. године био под привременом управом Максимилијана од Гиндероае, све док је Бечки конгрес у своме спису под чланом 46 потврдио да је Франкфурт слободни град.
Од 5. новембра 1816. године у Франкфурту се одржавао сабор Њемачке конфедерације под номиналним предсједништвом аустријског цара. У револуцијској 1848. години одржан је њемачки национални скуп у цркви светог Павла у Франкфурту. Тај скуп је био први, на слободним изборима изабрани парламент Њемачке.
Послије пруске побједе у Пруско-аустријском рату 1866. године Франкфурт је ушао у Сјеверноњемачки савез. Године 1871, након Пруско-француског рата Франкфурт је ушао у састав уједињеног Њемачког царства.
За развој привреде града уједињење је била корисно јер се град претворио у индустријски центар с великим растом становништва. Између 1871. и 1914. године расте број становника од 90.000 на скоро 400.000. У сљедећим деценијама Франкфурту су прикључена околна мјеста тако да се површина града удвостручила 1866.. Године 1928. постао град с највећом површином у Њемачкој. Дана 18. августа 1888. отворена је железничка станица која је све до 1915. године била највећа у Европи.
У вријеме нацизма 11.134 Јевреја је депортовано и убијено. У Другом свјетском рату ваздушни напади савезника уништили су око 70% свих зграда и скоро читав стари град. То средњовјековно староградско језгро, јединствено за једну њемачку метрополу, нестало је јер се 1950-их година обнова није оријентисала на стару структуру града. Велике дијелове некадашњег староградског језгра данас испуњавају зграде и прометнице из тог периода.
Након завршетка рата у Франкфурту је америчка војна власт успоставила своју главну базу, која је убрзо постала сједиште управе трију савезничких сила у Западној Њемачкој. На избору за главни град Западне Њемачке Франкфурт је изгубио од Бона, фаворита канцелара Конрада Аденауера. Чак је већ била изграђена скупштинска зграда коју данас користи Радио-телевизија Хесена.
Франкфурт се у другој половини 20. стољећа опет развио у прву економску метрополу Њемачке.

## Изглед града

### Стари град и центар
Као и код многих других немачких градова, изглед Франкфурта послије Другог свјетског рата се драстично изменио. Та промјена, условљена разарањима бомбардовања и закључне послијератне изградње, град јеу подарила модеран и економским потребама прилагођен изглед, али са типичним центром града садашњи изглед нема пуно заједничког. Од пређашњег, највећег немачког старог центра града, је остало мало. Од преко 4000, старим типом градње („фахверк“) изграђених кућа, само је остала једна - „кућа вертхајм“ на Фартору. Кратко послије 1900. већ је почето са коректурама улица и насеља. Многе улице су прошириване, многа насеља комплетно поново изграђена. Остаци историјског старог града налазе се око Ромерберга, једним од најпознатијих тргова Њемачке. У старом граду налазе се и франкфуртска царска катедрала и чувена Павлова црква.
Стари Франкфурт 17. вијека је у својим графикама вјерно приказао графичар Матеус Мериан.
Данашњи центар, основан као нови град 1333, доживљава јаке промјене у раном 19. вијеку. Барокни дијелови утврђења са великим бастионима, који су од 17. вијека опасавали стари као и нови дио града, пренесени су и кружно позиционирани само око старог дијела града.
Нови град (изван старих градских зидова 12. вијека) је поново изграђен по плановима градског урбанисте Георга Хеса, који је тим поводом израдио и урбанистички план будућег изгледа града у коме је захтијевао од градитеља да се придржавају класицистичког стила изградње. Један примјер франкфуртског класичног стила представља бивша зграда градске библиотеке, која се под именом „кућа литературе“, управо рестаурира. Уз то се одржала и забрана изградње у подручју пјешачких стаза бившег утврђења око града. Од тог правила је направљено пар изузетака, као нпр. код старе опере, глумачке куће, или градског купалишта у центру.
Још од 50-их година је Франкфурт етаблиран као град солитера. Хенингеров торањ у Заксенхаузену  је 1960. била прва зграда која је са својих 120 m по висини премашила западни торањ царске катедрале. Највиши солитери 70-их, хотел Плаца, ДГ-Банка и Сребрни торањ (Дрезденска банка), су са својих 150 m висине били највиши у цијелој Њемачкој. Сајамски торањ, изграђен 1988, са својих 257 m висине је био највиша зграда Европе у то вријеме. У Франкфурту је данас од њега виши само, 1997. изграђени, торањ Комерцијалне банке (данашњи европски рекордер је тријумф-палас у Москви са 264 метра висине).

## Становништво
У самом мјесту је, према процјени из 2010. године, живјело 671.927 становника. Просјечна густина становништва износи 2.706 становника/km².

## Партнерски градови
- Бирмингем
- Будимпешта
- Деј ла Бар
- Дубаи
- Ескишехир
- Granada
- Гуангџоу
- Каиро
- Краков
- Лајпциг
- Лион
- Милано
- Праг
- Тел Авив
- Торонто
- Јокохама
- Филаделфија
- Ченај
- Џеда